# Albin Karl
Albin Karl (* 5. Februar 1889 in Rothenhof bei Coburg; † 4. Januar 1976 in Hannover) war ein deutscher Politiker (SPD) und Mitglied des Ernannten Hannoverschen Landtages.

## Leben
Nach dem Besuch der Volksschule begann Karl eine Lehre als Porzellanmaler, dem Beruf seiner Eltern, und schloss diese Ausbildung Weihnachten 1906 vorzeitig ab. 1906 trat Karl der SPD bei. Aufgrund seines Engagements in der Gewerkschaft und wegen Beteiligung an Streiks wurde er Ende 1906 gemaßregelt. Er wurde entlassen und ging 1907 auf Wanderschaft und arbeitete in einer Waggonfabrik als Anstreicher. Ab dem Jahr 1908 hielt er in gewerkschaftlichen und politischen Versammlungen Vorträge und arbeitete ab dem Jahr 1910 für das Coburger Volksblatt als regionaler Berichterstatter. Von 1928 bis 1933 war er zweiter Vorsitzender des Fabrikarbeiterverbandes in Hannover und Mitglied des ADGB-Bundesausschusses. Seine gewerkschaftlichen Aktivitäten weitete er in den Jahren 1912 bis 1934 auch in das Ausland aus. In den Jahren 1933–1945 war er Geschäftsführer der Generalvertretung und des Auslieferungslagers der Schlüchtemer Seifenfabrik und setzte als solcher seine gewerkschaftliche Arbeit nach der Zerschlagung der Gewerkschaften 1933 illegal im Untergrund fort, indem er als Leiter und Verbindungsmann mit Kontakten ins Ausland wirkte. Er wurde bereits im Jahr 1933 für zwei Monate in Schutzhaft genommen, insgesamt saß er als Folge seines Engagements seit diesem Jahr 13 Monate in Untersuchungs- und Schutzhaft ein und verbrachte 1935 vier Monate im Konzentrationslager Columbia-Haus in Berlin. 1936/37 verbrachte er weitere 11 Monate in Untersuchungshaft und in einem Konzentrationslager.
Im Zusammenhang mit dem Umsturzversuch vom 20. Juli 1944 war er als neuer Leiter der Industriegewerkschaft „Steine und Erden“ vorgesehen.
Nach Ende des Zweiten Weltkrieges bildete und leitete Albin den hannoverschen Hauptausschuss für Wiederaufbau. Er wirkte bei der Gründung der Allgemeinen Gewerkschaft in Hannover mit. Zudem wurde er im vorläufigen Vorstand des Deutschen Gewerkschaftsbundes Mitglied, seit 1949 war er Mitglied des ordentlichen DGB-Vorstandes. In den Jahren 1946 bis 1948 war er in der britischen Zone außerdem Zonenbeiratsmitglied und Vertreter der Gewerkschaften.
Albin Karl war vom 23. August 1946 bis 29. Oktober 1946 Mitglied des ernannten Hannoverschen Landtages. 
Er ist auf dem Friedhof Nackenberg in Hannover begraben.